# Brachionus kultrum
Brachionus kultrum är en hjuldjursart som beskrevs av Analia C.Paggi 1981. Brachionus kultrum ingår i släktet Brachionus och familjen Brachionidae. Inga underarter finns listade i Catalogue of Life.